# Marics Peti
Marics Péter (Budapest, 1996. október 1. –), ismertebb nevén Marics Peti, kétszeres Fonogram-díjas énekes, dalszerző, a VALMAR együttes egyik frontembere.

## Magánélete
1996. október 1-jén született Budapesten, harmadik gyermekként (két bátyja van). Édesanyja az Operettszínház énekkarának tagja, édesapja jazz tanszakon végzett tanár, így a zene már fiatalabb korában is fontos szerepet töltött be az életében. Gyerekként aktívan sportolt, labdarúgóként a Budapest Honvéd ifjúsági csapatait erősítette, felnőttként a megyei III. osztályban szerepelt és 2016-ban felhagyott a futballal. A gimnáziumban emelt szinten érettségizett spanyolból és testnevelésből, majd a Testnevelési Egyetem sportszervező szakára nyert felvételt, azonban a zenei karrier miatt tanulmányait nem fejezte be. 

## Zenei karrier
2018-ban gyermekkori barátjával, Valkusz Milánnal megalapította a VALMAR duót. Az első komolyabb sikert a Visz a vérem című zeneszámuk hozta, majd az Úristen című daluk országos ismertséget szerzett. Az évek során a VALMAR a magyar popzene egyik meghatározó előadója lett, több sikeres slágerrel és teltházas koncertekkel. 

## Televíziós és egyéb szereplései
Marics Peti a televíziózás világában is kipróbálta magát. Szerepelt a Sztárban Sztár című műsorban, 2022-ben pedig zenésztársával, Valkusz Milánnal szerepelt a TV2 Ázsia Expressz című műsorának 3.évadában, 2023-ban szerepelt a Dancing with the Stars negyedik évadában,  2024-ben a TV2 Zsákbamacska című vetélkedőjének egyik műsorvezetője lett. 2024-ben Marics Peti a Megasztár tehetségkutató műsor zsűritagjaként is bemutatkozott, ahol Rúzsa Magdival, Molnár Ferenc Caramellel, Marsalkó Dáviddal és Papp Szabival együtt értékelte a versenyzőket. 
A zene mellett Marics Peti a színészetben is kipróbálta magát. Szerepelt a Holnap Tali! című ifjúsági sorozatban 2018-ban, ahol Márk karakterét alakította. 2021-ben a Mintaapák című televíziós sorozatban Zsombor szerepében tűnt fel hét epizódban. Legutóbb, 2024-ben a Hogyan tudnék élni nélküled? című filmben Gábor szerepét játszotta el.   A filmben számos Demjén Ferenc-dal az ő feldolgozásában hangzott el.

## Műsorai
| Év    | Műsor                  | Szerep      | Csatorna |
| ----- | ---------------------- | ----------- | -------- |
| 2022  | Sztárban sztár         | versenyző   | TV2      |
| 2022  | Ázsia Expressz         | versenyző   | TV2      |
| 2023  | Dancing with the Stars | versenyző   | TV2      |
| 2024  | Zsákbamacska           | műsorvezető | TV2      |
| 2024  | Password – A jelszó    | versenyző   | TV2      |
| 2024– | Megasztár              | zsűritag    | TV2      |

## Filmjei
- Holnap Tali! (2018)
- Mintaapák (2021)
- Hogyan tudnék élni nélküled? (2024)